# 박성호 (1966년)
박성호(朴性鎬, 1966년 12월 13일~)는 경상남도 행정부지사를 지낸 대한민국의 공무원이다.

## 학력
- 1985년 김해고등학교 졸업
- 1989년 경찰대학 법학과 학사

## 주요 경력
- 1992년 제35회 행정고시 합격
- 2009년 4월~2010년 1월 대통령 비서실 비상경제상황기획관 겸 자치협력행정관
- 2010년 1월~2010년 8월 대법원 파견
- 2010년 8월~2012년 8월 주일본 대한민국 대사관 자치협력관
- 2012년 8월~2013년 3월 행정안전부 자치제도과장
- 2013년 3월~2013년 7월 안전행정부 자치제도과장
- 2013년 7월~2013년 8월 R&D사업관리팀장
- 2013년 8월~2013년 10월 지역발전위원회 연계협력국장
- 2013년 10월~2015년 2월 지역발전위원회 지역생활국장
- 2015년 2월~2015년 7월 행정자치부 대전청사관리소장
- 2015년 7월~2016년 10월 울산광역시청 기획조정실장
- 2016년 10월~2017년 7월 행정자치부 창조정부기획관
- 2017년 7월~2018년 8월 행정안전부  지방행정정책관
- 2018년 8월~2020년 4월 제35대 경상남도 행정부지사
- 2019년 1월~2019년 4월 경상남도지사 권한대행
- 2020년 4월~2021년 1월 대통령소속 자치분권위원회 기획단장
- 2021년 1월~2022년 1월 행정자치부 지방자치분권실장
- 2022년 2월~2022년 12월 더불어민주당 입당
- 2022년 2월~2022년 12월 더불어민주당 당무위원
- 2022년 4월~2022년 5월: 제8회 전국동시지방선거 경상남도 김해시장 더불어민주당 예비후보
- 2023년 1월~2023년 10월 김해의생명산업진흥원장
- 2023년 1월~2023년 7월 더불어민주당 탈당
- 2023년 7월~ 국민의힘 입당
- 2024년 3월~2024년 4월: 제22대 국회의원 선거 국민의힘「국민 희망의 길」 경남선거대책위원회 글로컬도시발전특별위원회 공동위원장
- 2024년 6월~2025년 1월: 국민의힘 경상남도당 김해시 갑 당원협의회 위원장
- 2025년 1월~: 제9대 부산진해경제자유구역청장

## 역대 선거 결과
| 실시년도 | 선거   | 대수 | 직책     | 선거구         | 정당     | 득표수   | 득표율          | 순위 | 당락 | 비고 |
| -------- | ------ | ---- | -------- | -------------- | -------- | -------- | --------------- | ---- | ---- | ---- |
| 2024년   | 총선   | 22대 | 국회의원 | 경남 김해시 갑 | 국민의힘 | 66,921표 | \| \| 47.52% \| | 2위  | 낙선 |      |
|          | 47.52% |      |          |                |          |          |                 |      |      |      |

## 수상
- 2018년 홍조근정훈장

| 전임 한경호 | 제35대 경상남도 행정부지사 2018년 8월 14일~2020년 4월 5일 | 후임 하병필 |

| 전임 김경수 | 경상남도지사 권한대행 2019년 1월 30일~2019년 4월 17일 | 후임 김경수 |

| 전임 김기영 | 제9대 부산진해경제자유구역청장 2025년 1월 2일~ |  |